# نیک آفورد
نیک آفورد (انگلیسی: Nick Awford؛ زادهٔ ۱۵ آوریل ۱۹۹۵) بازیکن فوتبال اهل بریتانیا است.
از باشگاه‌هایی که در آن بازی کرده‌است می‌توان به باشگاه فوتبال گوسپورت بورو، باشگاه فوتبال پورتسموث، باشگاه فوتبال وینچستر سیتی، باشگاه فوتبال هاوانت و واترلوویل، باشگاه فوتبال چلمزفورد سیتی، و باشگاه فوتبال فارن‌بورو اشاره کرد.